# 神岡一亨
神岡 一亨（かみおか いっこう、1879年1月10日 - 没年不明）は、日本の医師、軍医。李王家御典医。広島県高田郡長田村（現在の安芸高田市）出身。

## 略歴
- 1902年
  - 1月30日 - 陸軍衛生部委托生徒に任命され、7月より研修医官として勤務。
  - 12月 - 3等軍医任命後、工兵第4大隊所属となる。
- 1903年
  - 12月 - 2等軍医となる。
- 1905年
  - 1月 - 從7位に任命され、2月には4師団第5野戦病院にて医療にあたる。
  - 3月10日 - 奉天張沙木屯に野戦病院を開設し、5月には熊家窩巴に病院を開設。
  - 11月 - 兵庫県和田岬に渡り、陸軍検疫部和田岬検疫所にて勤務。
- 1906年
  - 4月 - 勲五等双光旭日章を受ける。韓国駐剳病院へ行き、鎭南浦分院長となる。
- 1907年
  - 5月 - 1等軍医となり、同年10月、忠北忠州分院長として勤務。
- 1908年
  - 4月 - 江原道金化分院長を兼職し、12月に勲四等瑞宝章を受ける。
  - 12月 - 正7位に任命。勲四等旭日章を授けられ、韓国政府から勲4等八罫章を受ける。
- 1909年
  - 10月 - 清州慈惠医院長となる。
- 1910年
  - 9月 - 大韓医院医官事務嘱託となる。
  - 10月1日 - 朝鮮総督府官制によって朝鮮総督府医院高等官第6グプボン内科部長となる。
- 1913年
  - 6月 - 朝鮮辞書審査員となる。
- 1914年
  - 9月 - 李王職典医となる。李太王の嘱託となり、李太王死去後も李王の嘱託と李堈公の嘱託医を続ける。
- 1915年
  - 5月 - 軍医正となり、11月に大礼記念章授与。
  - 12月 - 京城医学専門学校教授を兼任。
- 1918年
  - 5月 - 勲三等瑞宝章を受ける。
- 1920年
  - 4月 - 朝鮮総督府医院医官兼京城医学専門学校教授を辞職。
- 1921年
  - 3月 - 李王職嘱託を任命されて奏任官待遇となる。[3]（李王殿下附典医嘱託に任命されると共に京城府苑南洞の自宅で開業医となる）